# Smeringochernes carolinensis
Smeringochernes carolinensis es una especie de arácnido  del orden Pseudoscorpionida de la familia Chernetidae.

## Distribución geográfica
Se encuentra en las islas Carolinas.